# Касија Милетић
Касија Милетић (око 1875 — Ваљево, 1915) била је истакнута чланица Кола српских сестара и добровољна болничарка у Првом светском рату. Негујући оболеле од пегавог тифуса у Ваљевској војној болници и сама се заразила и умрла.

## Детињство и младост
Касија Милетић рођена је као Касија Ђокић око 1875. године. Била је једна од две ћерке у породици Ђокић, по мајци праунука кнеза Николе Станојевића из села Зеоке код Лазаревца, који је међу првима страдао у сечи кнезова, 1804. године.
Касијин отац убрзо је умро, па се њена мајка Пелагија (рођена Илић) преудала за удовца, капетана Ђорђа Недића, среског начелника у Гроцкој и повела са собом своје две кћери, Касију и Персиду. У браку са Ђорђем Недићем Персида је родила још четири сина (један је рано преминуо). Најпознатији међу њима свакако је Милан Недић (1877-1946), министар војске и морнарице, начелник војске Краљевине Југославије, председник Владе.
Касија се била удата за капетана Драгутина Милетића. Заједно са својом блиском пријатељицом Делфом Иванић једна је од оснивачица Кола српских сестара. На великом митингу жена, на Коларцу у Београду 15. 8. 1903. године, на оснивачкој скупштини Кола српских сестара, изабрана је у чланство Управе Кола.

## Први светски рат
Почетком Великог рата као чланица Кола отишла је на фронт као добровољна болничарка. Заједно са Надеждом Петровић нашла се 1915. године, као добровољна болничарка, у Ваљевској војној болници. Негујући оболеле од пегавог тифуса и сама је оболела и умрла у Ваљеву маја 1915. године.

## Почасти
У част ове храбре и пожртвоване жене један путнички брод, некадашња „Јоланда” назван је њеним именом - „Касија Милетић”. Пловио је до 17. априла 1945. када је, превозећи Савом рањенике из Брчког у Сремску Митровицу, наишао на мину и потонуо заједно са шлепом за транспорт дрвене грађе. Од 220 људи, посаде и путника, спасило се свега 17, док се 203 утопило.